# Karekere, Channarayapatna
Karekere là một làng thuộc tehsil Channarayapatna, huyện Hassan, bang Karnataka, Ấn Độ.